# 餘姚縣主
餘姚縣主李氏（677年—734年11月27日），唐太宗李世民的孙女，唐太宗第八子越敬王李贞第五女。

## 生平
餘姚縣主嫁给了慕容嘉宾，餘姚縣主和慕容嘉宾的女儿被唐玄宗封为燕郡公主，和亲契丹。开元十年（722年），燕郡公主先嫁李郁于，李郁于死后改嫁李吐于。开元十三年（725年）燕郡公主和李吐于投奔长安，李吐于被改封辽阳郡王。开元二十二年（734年）八月二十日餘姚縣主得病，十月廿八日在京城槽水私第去世，年五十八岁。以开元二十三年（735年）二月十六日壬寅葬于城南义汤原。餘姚縣主墓志铭，在2011年发现，墓志铭文就是餘姚縣主的丈夫慕容嘉宾所撰。

## 夫
慕容嘉宾，官至正议大夫行太子家令，借紫金鱼袋上柱国